# Vladimir Vermezović
Vladimir Vermezović (* 30. Juni 1963 in Belgrad) ein serbischer Fußballtrainer.
Er trainierte den serbischen Spitzenclub Partizan Belgrad. Vermezović ist einer der erfolgreichsten Trainer in Serbien und hat bereits sieben Trophäen mit Partizan gewonnen. Vor seiner Trainerkarriere war er unter anderem Innenverteidiger bei OFK Belgrad und Hannover 96. Zurzeit ist er in Südafrika tätig.